# Апістограма
Апістограма (Apistogramma) — рід родини цихлові (Cichlidae), що містить понад ста видів риб та походить з тропічних районів басейну Амазонки у Венесуелі.

## Огляд
Назва роду Apistogramma буквально означає «неправильна бокова лінія». У більшості видів самці значно більші (від 7 до 9 см) й яскравіші, ніж самки.
Історія роду Apistogramma почалося в дев'ятнадцятому столітті, коли в 1852 році, англійський натураліст Генрі Волтер Бейтс виявив перший зразок карликової цихліди (А. taeniata) в Ріо-де-Жанейро Купайї, який в наш час[коли?] розглядається як типовий вид роду. 
За Кулландером (Kullander), який повернувся до розгляду цього роду в 1980 році, види роду Apistogramma можна виділити на основі наступних морфологічних ознак: 
- від 14 до 18 спиць спинного плавника
- 3, рідко 4 або 6-променів на анальному плавнику
- Стиснений горбик на верхній дузі

На практиці, Apistogramma невеликі цихліди (вони рідко перевищують 8 см, тому ми говоримо, що це карлікові цихліди) мають дуже цікаву поведінку.

## Біотоп
Апістограми вважають за найкраще триматися поблизу берегової лінії, де глибина поди не перевищує 10 см, ближче до дна між клубками коріння, мертвих гілок і опалим листям. 
Вода з цих місцях є м'якою і кислою, рідко нейтральною і середньою за щільністю.
Середньорічна температура води 26 °C
Їхніми ворогами в дикій природі є, головним чином, риби з роду Hoplias і цихліди роду Crenicichla.

## Харчування
Всі види апістограм хижаки. В основному їх раціон складають личинки комах, мальки інших риб й інші безхребетні.

## Утримання
Апісторгами популярні в акваріумістів, особливо в загальному акваріумі або акваріумі для рослин. 
Ці риби досить мирні та не нападають на риб інших видів, якщо ті не запливають на їх територію. 
Багато видів апістограм дуже чутливі до змін у хімічному складі води. 
Апісторгам краще за все утримувати в видовій водоймі з великою кількістю укриттів (у вигляді рослин та печерок). 
Не зважаючи на популярність, апістограми не рекомендуються для недосвідчених аматорів цихлід.

## Розмноження
Апістограми ікру, переважно, відкладають під захистом листя і коріння, у невеликих печерах або під листям.
Поведінка під час розмноження дуже розвинена, як і у більшості цихлід. Всі види апістограм нерестяться в печерах, як правило, під каменями або в отворах затонулих стовбурів дерев. Деякі види роду полігамні, в той час як інші види створюють моногамні пари. В більшості випадків, під час розмноження, самки активніші в догляді за потомством, тоді як самці захищають територію від хижаків. Стать мальків залежить від умов утримання, води, — в теплій й м'якій воді виходить більше самців.

## Види
| - Apistogramma acrensis Staeck, 2003 - Apistogramma agassizii Steindachner, 1875 - Apistogramma aguarico Römer & Hahn, 2013 - Apistogramma alacrina Kullander, 2004 - Apistogramma allpahuayo Römer et al., 2012 - Apistogramma angayuara Kullander & Ferreira, 2005 - Apistogramma amoena (Cope, 1872) - Apistogramma arua Römer & Warzel, 1998 - Apistogramma atahualpa Römer, 1997 - Apistogramma baenschi Römer et al., 2004 - Apistogramma barlowi Römer & Hahn, 2008 - Apistogramma bitaeniata Pellegrin, 1936 - Apistogramma borellii Regan, 1906 - Apistogramma brevis Kullander, 1980 - Apistogramma cacatuoides Hoedeman, 1951 - Apistogramma caetei Kullander, 1980 - Apistogramma caudomaculata Mesa & Lasso, 2011 - Apistogramma cinilabra Römer et al., 2011 - Apistogramma commbrae Regan, 1906 - Apistogramma cruzi Kullander, 1986 - Apistogramma diplotaenia Kullander, 1987 - Apistogramma elizabethae Kullander, 1980 - Apistogramma eremnopyge Ready & Kullander, 2004 - Apistogramma erythrura Staeck & Schuindler, 2008 - Apistogramma eunotus Kullander, 1981 - Apistogramma feconat Römer, Soares, García-Dávila, Duponchelle, Renno & Hahn, 2015 - Apistogramma flabellicauda Mesa & Lasso, 2011 - Apistogramma geisleri Meinken, 1971 - Apistogramma gephyra Kullander, 1980 - Apistogramma gibbiceps Meinken, 1969 - Apistogramma gossei Kullander, 1982 - Apistogramma guttata Antonio, Kullander & Lasso, 1990 - Apistogramma helkeri Schindler & Staeck, 2013 - Apistogramma hippolytae Kullander, 1982 - Apistogramma hoignei Meinken, 1965 - Apistogramma hongsloi Kullander, 1979 - Apistogramma huascar Römer et al., 2006 - Apistogramma inconspicua Kullander, 1983 - Apistogramma iniridae Kullander, 1979 - Apistogramma inornata Staeck, 2003 - Apistogramma intermedia Mesa & Lasso, 2011 - Apistogramma juruensis Kullander, 1986 - Apistogramma lineata Mesa & Lasso, 2011 - Apistogramma linkei Koslowski, 1985 - Apistogramma luelingi Kullander, 1976 - Apistogramma macmasteri Kullander, 1979 - Apistogramma martini Römer et al., 2003 - Apistogramma megaptera Mesa & Lasso, 2011 - Apistogramma meinkeni Kullander, 1980 - Apistogramma mendezi Römer, 1994 - Apistogramma minima Mesa & Lasso, 2011 - Apistogramma moae Kullander, 1980 - Apistogramma nijsseni Kullander, 1979 - Apistogramma norberti Staeck, 1991 - Apistogramma nororientalis Mesa & Lasso, 2011 - Apistogramma ortmanni Eigenmann, 1912 - Apistogramma panduro Römer, 1997 - Apistogramma pantalone Römer et al., 2006 - Apistogramma paucisquamis Kullander & Staeck, 1988 - Apistogramma payaminonis Kullander, 1986 - Apistogramma pedunculata Mesa & Lasso, 2011 - Apistogramma piaroa Mesa & Lasso, 2011 - Apistogramma personata Kullander, 1980 - Apistogramma pertensis Haseman, 1911 - Apistogramma piauiensis Kullander, 1980 - Apistogramma playayacu Römer, Beninde & Hahn, 2011 - Apistogramma pleurotaenia Regan, 1909 - Apistogramma pulchra Kullander, 1980 - Apistogramma regani Kullander, 1980 - Apistogramma resticulosa Kullander, 1980 - Apistogramma rositae Römer et al., 2006 - Apistogramma rubrolineata Hein, Zarske & Zapata, 2002 - Apistogramma rupununi Fowler, 1914 - Apistogramma salpinction Kullander & Ferreira, 2005 - Apistogramma similis Staeck, 2003 - Apistogramma staecki Koslowski, 1985 - Apistogramma steindachneri Regan, 1908 - Apistogramma taeniata Gunther, 1862 - Apistogramma trifasciata Eigenmann & Kennedy, 1903 - Apistogramma tucurui Staeck, 2003 - Apistogramma uaupesi Kullander, 1980 - Apistogramma urteagai Kullander, 1986 - Apistogramma velifera Staeck, 2003 - Apistogramma viejita Kullander, 1979 - Apistogramma wapisana Römer, Hahn & Conrad, 2006 - Apistogramma wolli Römer, Soares, García-Dávila, Duponchelle, Renno & Hahn, 2015 |

| - Apistogramma cf. Caetei aka A. sp. «Rotwangen»/ Red Cheeks - Apistogramma cf. eunotus aka A. sp. «Orangetail» / A. sp. «Orangeschwanz» - Apistogramma sp. «Abacaxis» aka A. sp. «Wilhelmi» / A. sp. «Willy» - Apistogramma sp. «Amapá» - Apistogramma sp. «Araguaia» - Apistogramma sp. «Balzfleck» - Apistogramma sp. «Blauspiegel» - Apistogramma sp. «Breitbinden» aka A. sp «Broadband» - Apistogramma sp. «Broadband» aka A. sp «Breitbinden» - Apistogramma sp. «Chao» - Apistogramma sp. «Cheek-spots» aka A. sp. «Wangenflecken» - Apistogramma sp. «Doppelfleck» - Apistogramma sp. «Dotterel» - Apistogramma sp. «Emerald» aka A. sp. «Smaragd» - Apistogramma sp. «Erdfresser» - Apistogramma sp. «Felsen/Rock» - Apistogramma sp. «Gelbwangen» - Apistogramma sp. «Harlequin» - Apistogramma sp. «Hauswell» aka A. sp. «Maulbrüter» - Apistogramma sp. «Hochflossen» - Apistogramma sp. «Içana» - Apistogramma sp. «Jaru» - Apistogramma sp. «Jurua» - Apistogramma sp. «Lagua-Abuna» - Apistogramma sp. «Mamoré» | - Apistogramma sp. «Masken» - Apistogramma sp. «Martini» - Apistogramma sp. «Maulbrüter» aka A. sp. «Hauswell» - Apistogramma sp. «Mitu» - Apistogramma sp. «Miua» - Apistogramma sp. «Morado» - Apistogramma sp. «Nanay» - Apistogramma sp. «New Sunset» aka A. sp. «Sunpin» - Apistogramma sp. «Orangeschwanz» aka A. cf. eunotus / A. sp. «Orangetail» - Apistogramma sp. «Orangestreifen» - Apistogramma sp. «Orangetail» aka A. cf. eunotus / A. sp. «Orangeschwanz» - Apistogramma sp. «Papagei» - Apistogramma sp. «Paraguay I» - Apistogramma sp. «Paraguay II» - Apistogramma sp. «Paraguay III» - Apistogramma sp. «Pebas» - Apistogramma sp. «Peixoto» - Apistogramma sp. «Perú» - Apistogramma sp. «Piacoa» - Apistogramma sp. «Pimental» - Apistogramma sp. «Putumayo» - Apistogramma sp. «Putzer» - Apistogramma sp. «Red lobes / Rio Xingu» - Apistogramma sp. «Redspot-blackseam» aka A. sp «Rotpunkt» - Apistogramma sp. «Rio Caura» | - Apistogramma sp. «Rio Crixas» - Apistogramma sp. «Rio Preto» - Apistogramma sp. «Rotpunkt» aka A. sp. «Redspot-blackseam» - Apistogramma sp. «Rotwangen» aka A. cf. Caetei/ Red Cheeks - Apistogramma sp. «Sao Gabriel» - Apistogramma sp. «Schuppenfleck» - Apistogramma sp. «Schwarzburst» - Apistogramma sp. «Schwarzkehl» - Apistogramma sp. «Schwarzsaum» - Apistogramma sp. «Smaragd» aka A. sp. «Emerald» - Apistogramma sp. «Steelblue» - Apistogramma sp. «Sunpin» aka A. sp. «New Sunset» - Apistogramma sp. «Tiquie» - Apistogramma sp. «Vielfleck» - Apistogramma sp. «Wangenflecken» aka A. sp. «Cheek-spots» - Apistogramma sp. «Weißsaum» - Apistogramma sp. «Wilhelmi» aka A. sp. «Abacaxis» / A. sp. «Willy» - Apistogramma sp. «Willy» aka A. sp. «Abacaxis» / A. sp. «Wilhelmi» - Apistogramma sp. «Winkelfleck» - Apistogramma sp. «Xingu I» - Apistogramma sp. «Xingu II» - Apistogramma sp. «Xingu III» - Apistogramma sp. «Zwilling» |

### Переглянуті види
- Apistogramma aequipinnis Ahl 1938 син. Apistogramma borellii (Regan 1906)
- Apistogramma ambloplitoides Fowler 1940 син. Acaronia nassa (Heckel 1840)
- Apistogramma klausewitzi Meinken 1962 син. Apistogramma bitaeniata Pellegrin 1936
- Apistogramma kleei Meinken 1964 син. Apistogramma bitaeniata Pellegrin 1936
- Apistogramma ornatipinnis Ahl 1936 син. Apistogramma steindachneri (Regan 1908)
- Apistogramma maciliensis Hasemen, 1911 син. Apistogramma trifasciata (Eigenmann & Kennedy 1903)
- Apistogramma parva Ahl 1931 син. Apistogramma agassizi (Steindachner 1875)
- Apistogramma ramirezi Myers & Harry 1948 див.Mikrogeophagus ramirezi (Myers & Harry 1948)
- Apistogramma reitzigi Ahl 1939 син. Apistogramma borellii (Regan 1906)
- Apistogramma reitzigi Mitsch-Königsdörfer (ex Ahl) 1938 син. Apistogramma borellii (Regan 1906)
- Apistogramma roraimae Kullander, 1980 син. Apistogramma gibbiceps Meinken 1969
- Apistogramma sweglesi Meinken 1961 син. Apistogramma bitaeniata Pellegrin 1936
- Apistogramma trifasciatum haraldschultzi Meinken 1960 син. Apistogramma trifasciata (Eigenmann & Kennedy 1903)
- Apistogramma weisei Ahl 1936 син. Taeniacara candidi Myers 1935
- Apistogramma wickleri Meinken 1960 син. Apistogramma steindachneri (Regan 1908)